# Émile Forsanz
Emile Forsanz est un homme politique français né le 16 avril 1825 à Garlan (Finistère) et décédé le 10 août 1882 à Versailles (Seine-et-Oise)

## Biographie
Propriétaire terrien, il est élu représentant en 1871 et siège parmi les monarchistes légitimistes. Il est élu sénateur du Finistère de 1876 à 1882. Il est également conseiller général du canton de Lesneven, président de la société hippique locale et membre du conseil supérieur des haras.

## Sources
- « Émile Forsanz », dans Adolphe Robert et Gaston Cougny, Dictionnaire des parlementaires français, Edgar Bourloton, 1889-1891 [détail de l’édition]